# Lancovo
Lancovo je naselje na desnem bregu Save pod Jelovico ob cesti Radovljica - Kamna Gorica v Občini Radovljica. 
Prvič se Lancovo omenja leta 1296 v listini, izdani na Lipniškem gradu (Waldenberg), kjer se omenjata viteza Friderik in Leutold »vom Lanzawe«. Lancovški gospodje so iz grajskega rodu in so imeli na Lancovem svoj dvor. Na grbu so imeli rakovico na ščitu.
Lancovo je vseskozi spadalo k Radovljici in radovljiški fari, čeprav so Ortenburžani svoj bližnji grad Waldenberg najprej postavili v mošenjsko faro.
Na Lancovem stoji srednjeveška vaška poznogotska cerkev sv. Lamberta. Cerkev je bila postavljena okoli leta 1500 in v 17. stoletju predelana.
Nad Lancovim, na grebenu med dolinama Save in Lipnice, so ostanki Pustega ali Lipniškega gradu (Lipniški grad), ki se v starih listinah prvič omenja 1263. Prvotni, domnevno stolpasti grad iz 12. stoletja, se je pozneje razrastel v obseženo stavbo, po požaru v 16. stoletju pa je ostal v razvalinah.
K Lancovem spada zaselek Graben ob desnem bregu Save pri mostu proti Radovljici in nekoliko severneje še Selce.